# آيرات
آيرات هي بلدة في مقاطعة كسبي في ولاية قشقداريا في أوزبكستان.